# 西帕路斯环形山

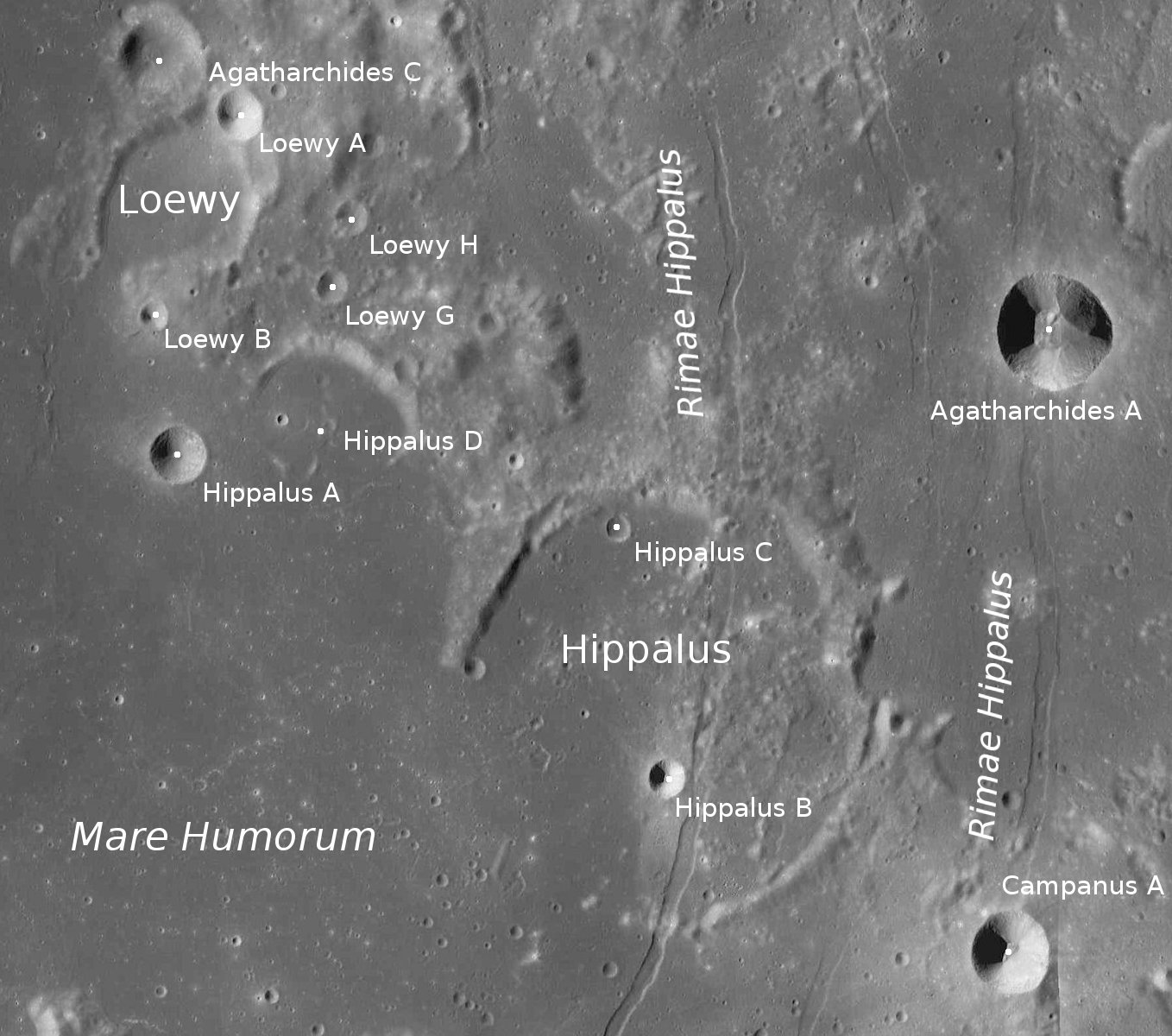
月球轨道器4号拍摄周边区

西帕路斯环形山（Hippalus）是月球正面位于湿海东部的一座古老大陨坑残迹，约形成于39.2-38.5亿年前的酒海纪，其名称取自公元一世纪希腊航海家希帕路斯（Hippalus），1935年被国际天文学联合会批准接受。

## 描述
该陨坑周边地貌特征极为丰富，最邻近的是西北被熔岩淹没的小月坑-洛威陨石坑、北面靠近阿伽撒尔基德斯环形山、大陨坑布利奥环形山位于它的东北、东北偏东和东南偏东分别是柯尼希陨石坑和残存的基斯陨石坑、而坎帕努斯环形山则坐落在东南方、南面和西南分立着小陨坑敦桑和更大的维泰洛陨石坑。此外，西帕路斯环形山东面濒临云海；东南遥望墨卡托断崖；阿伽撒尔基德斯月溪蜿蜒在北面；疫沼横卧在它的南方；西南则是矗立在湿海中的开尔文岬；而西帕路斯月溪从北往南贯穿了整个西帕路斯环形山
。
该陨坑中心月面坐标为24°55′S 30°25′W / 24.92°S 30.42°W，直径57.36公里，深度约2.45公里。
西帕路斯环形山已被熔岩淹没，只剩坑壁露出月表之上，其中西南壁已消失，使该陨坑形同一处坐落于湿海边沿的月湾。残存的坑壁已受侵蚀和磨损，类似一圈低矮的环形山脉。坑壁平均高出周边地形1190米，内部容积约2748公里³。碗状的坑底被一条西帕路斯月溪的分支一分为二，该月溪从北往南延伸，略微偏西南，总长约为240公里。月溪东侧坑底较西侧更崎岖，分布有一些低矮的山脊；而南部区则坐落了明亮的卫星坑-"西帕路斯 A"。
该陨坑的坑底在施罗特亮度表中的亮度等级为2½°

## 卫星陨石坑
按惯例，最靠近西帕路斯环形山的卫星坑将在月图上以字母标注在它的中心点旁边。
| 西帕路斯 | 纬度    | 经度    | 直径    |
| -------- | ------- | ------- | ------- |
| A        | 23.8° S | 32.8° W | 8 公里  |
| B        | 25.1° S | 30.1° W | 5 公里  |
| C        | 24.1° S | 30.5° W | 4 公里  |
| D        | 23.6° S | 31.9° W | 24 公里 |

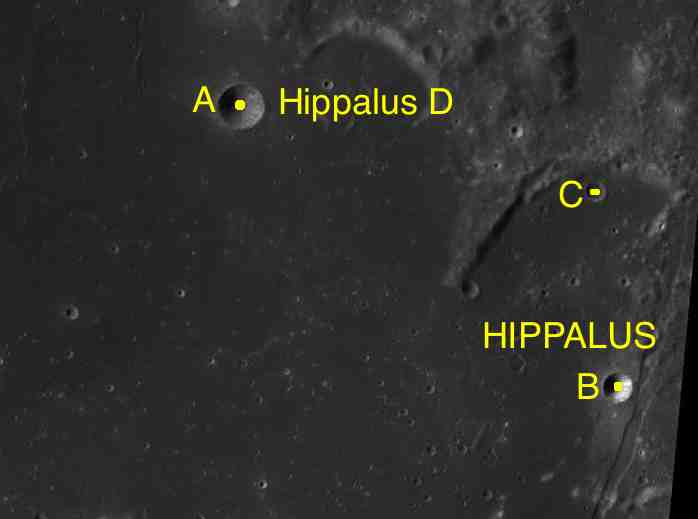
LAC-93 区域图

- 卫星坑"西帕路斯 B"已被月球和行星观测协会(ALPO)列入《带有明亮射纹系统的撞击坑列表》[5]及《内侧壁坡带有暗黑辐射纹的撞击坑列表》[6]。

## 参引资料
1. 1 2 3  Lunar Impact Crater Database
2. ↑   (PDF).   [2016-10-04]. （原始内容存档 (PDF)于2018-08-05）.
3. ↑  .   [2016-10-04]. （原始内容存档于2022-03-09）.
4. ↑  .   [2016-10-04]. （原始内容存档于2014-12-18）.
5. ↑   (PDF).   [2016-10-04]. （原始内容存档 (PDF)于2016-03-04）.
6. ↑   (PDF).   [2016-10-04]. （原始内容存档 (PDF)于2013-12-03）.

## 另请参阅
- Andersson, L. E.; Whitaker, E. A. . NASA RP-1097. 1982.
- Blue, Jennifer. . USGS. July 25, 2007  [2007-08-05]. （原始内容存档于2015-05-26）.
- Bussey, B.; Spudis, P. . New York: Cambridge University Press. 2004. ISBN 978-0-521-81528-4.
- Cocks, Elijah E.; Cocks, Josiah C. . Tudor Publishers. 1995. ISBN 978-0-936389-27-1.
- McDowell, Jonathan. . Jonathan's Space Report. July 15, 2007  [2007-10-24]. （原始内容存档于2015-01-12）.
- Menzel, D. H.; Minnaert, M.; Levin, B.; Dollfus, A.; Bell, B. . Space Science Reviews. 1971, 12 (2): 136–186. Bibcode:1971SSRv...12..136M. doi:10.1007/BF00171763.
- Moore, Patrick. . Sterling Publishing Co. 2001. ISBN 978-0-304-35469-6.
- Price, Fred W. . Cambridge University Press. 1988. ISBN 978-0-521-33500-3.
- Rükl, Antonín. . Kalmbach Books. 1990. ISBN 978-0-913135-17-4.
- Webb, Rev. T. W.  6th revised. Dover. 1962. ISBN 978-0-486-20917-3.
- Whitaker, Ewen A. . Cambridge University Press. 1999. ISBN 978-0-521-62248-6.
- Wlasuk, Peter T. . Springer. 2000. ISBN 978-1-85233-193-1.